# TOID
Ein TOID (TOpographic IDentifier, gesprochen toyed) ist ein eindeutiger Bezugswertidentifikator, der vom Ordnance Survey genutzt wird, um jedes topografische Objekt in Great Britain zu kennzeichnen.

## Topografischer Identifikator
Ein TOID besteht aus zwei Teilen, dem Präfix ‘osgb’  und einem dreizehn bis sechzehn Stellen umfassenden eindeutigen Identifikator. So lautet beispielsweise der TOID für den Tower of London osgb1000006032892. In GML 2, ein TOID ist kodiert als gml:fid (Feature Identifier); in GML 3 als gml:id.
Etwa 440 Millionen künstliche und natürliche Objekte sind im Vereinigten Königreich auf diese Weise identifiziert: Gebäude, Straßen, Felder, Telefonzellen, Briefkästen, Landmarken und zahlreiche andere Typen. Das Identikatorsystem wurde entworfen für Geoinformationssysteme, digitale Kartografie und beliebige Computerapplikationen, einschließlich nichtkartografischer Anwendungen, bei denen Informationen über unbewegliche Objekte der realen Welt verwaltet werden müssen. Die Verwendung von konsistenten Identifikatoren (IDs) erleichtert den Austausch von Daten zwischen unterschiedlichen Anwendungen und Systemen. Eine TOID bleibt die ganze Zeitdauer der Existenz des Objektes unverändert, und es ist sichergestellt, dass die ID später nicht wieder neu vergeben wird.
In OS MasterMap, der Hauptdatenbank des Ordnance Survey, wird jedes Objekt durch ein TOID identifiziert. Die weiteren Eigenschaften des Objekts werden definiert, indem sie mit dem Objekt über GML mit dem TOID in Beziehung gesetzt werden. Benutzer der OS MasterMap setzen ihre eigenen Daten mit den TOIDs in Verbindung. Im Gegensatz zu anwendereigenen GIS-Lösungen kann eine Organisation Informationen mit anderen Organisationen leichter austauschen, weil die TOIDs zentral vom Ordnance Survey gepflegt werden und kostenlos genutzt werden dürfen.

### „Granularität“ von TOIDs
Jedes Objekt in der OS MasterMap hat seine eigene TOID, einschließlich solcher Objekte wie Gebäude, Straßen, Adressen und kartographischer Text. Komplexe Entitäten, wie etwa die Southampton Central Railway Station, werden definiert durch das Nebeneinander von mehreren TOIDs: eine für das Empfangsgebäude, einige weitere für die Bahnsteige sowie eine für die Fußgängerbrücke über die Gleise. Der OS MasterMap Sites Layer hat nur eine einzige TOID für diese Objekte. In ähnlicher Weise können Anwender eine eigene TOID definieren, die die vorhandenen Teilobjekte in einer Einheit zusammenfasst. Dies zeigt auch, dass die Definition der Grenzen von nur ungenau definierten Objekten subjektiv ist: Sollte beispielsweise der Parkplatz der Bahnstation als Teil der Bahnstation definiert werden? Das TOID-System überlässt solche Entscheidungen seinen Anwendern, sodass solche Gebäudeinformationen für den Endbenutzer gedacht sind.

### TOID-Revisionsgeschichte
Wenn das Datum für ein Objekt geändert wird, zum Beispiel eine der Realität entsprechende Änderung oder eine Fehlerkorrektur, dann werden die Änderungen in TOID dokumentiert. Außer bei umfangreichen Änderungen des Objektes behält dieses seine ursprüngliche TOID, sodass ermöglicht wird, über die Zeit hinweg auf die historischen Daten zuzugreifen.

### Geistiges Eigentum
Gemeinsam mit anderen Open-Data-Initiativen des OS verfolgt der Ordnance Survey eine Policy der lizenzgebührenfreien Verwendung des TOIDs, mit dem Ziel, eine leichtere Integration von Daten mittels seiner Geodatenbank zu erreichen. Der OS sieht darin den Kern eines Digital National Framework.
TOID ist eine registrierte Marke des Ordnance Survey.

## Belege
1. ↑  Paul Brown:  Devil is in the detail as OS maps out the future In: Guardian, 8. März 2004. Abgerufen am 29. September 2021 (englisch).
2. ↑  OS OpenData support. In: Ordnance Survey. Abgerufen am 29. September 2021 (englisch).
3. ↑  Our policies. In: Ordnance Survey. Abgerufen am 29. September 2021 (englisch).
4. ↑  Welcome to the Digital National Framework. In: Digital National Framework. Archiviert vom Original am 29. Dezember 2005; abgerufen am 29. Dezember 2005 (englisch).